# Propaganda (filme)
Propaganda é um filme mockumentary de 2012, com roteiro e direção do neozelandês Slavko Martinov, tendo 1 hora e 36 minutos de duração. O filme alega que o mundo é controlado por corporações que usam o consumismo, a religião e a "cultura pop" para prevenir as pessoas de levantarem-se contra seus corruptos soberanos.
Para ganhar publicidade, o cineasta Slavko Martinov inventou uma estória de fundo absurda. Ele queria que as pessoas acreditassem que o filme saiu clandestinamente da Coreia do Norte e que Eugene Chang, o ator, era um agente comunista. Como resultado, este engenheiro especialista em demolições, ator de primeira viagem, passou a ser evitado em sua comunidade sul-coreana, sendo acusado de ser simpatizante da Coreia do Norte e de ser um espião; além disso, foi impedido de comungar com a sua igreja católica coreana e teve de deixar o conselho de administração da escola coreana após pais recusarem-se a enviar suas crianças enquanto ele estivesse envolvido. A embaixada sul-coreana, após supostamente receber o relato de alguém da comunidade sul-coreana que reconheceu o ator, informou a ele que ele encontrava-se sob investigação, interrogou-lhe e pediu-lhe para assinar uma declaração de que ele não era um cidadão norte-coreano.

## Sinopse
Apresentado por um professor norte-coreano anônimo, este filme de propaganda anti-ocidente ataca a atenuação moral, manipulação política e hiper-consumismo que caracterizam o mundo ocidental. Em capítulos com títulos como "Reescrevendo a História", "Publicidade" e "O Culto da Celebridade", os assistintes são expostos a uma carreira dos mais embaraçantes excessos e globalização ocidentais , a "guerra psicológica" nas mãos das multinacionais, consumidores obcecados por compras e o fracasso da democracia. Então é tempo para a cultura "Agarre-o!" do 1% e mais deterioração moral na forma de Paris Hilton, exibições inéticas de TV e jogos e filmes violentos. Para o fim desta peça de propaganda, o papel da Coreia do Norte nisto tudo torna-se claro: o país gostaria de oferecer-se como quartel-general para a preparação da guerra contra a escravização dos consumidores e ganância mundiais.